# الن ایوبو
الن ایوبو (فرانسوی: Alain Eyobo‎؛ زادهٔ ۱۷ اکتبر ۱۹۶۱) بازیکن فوتبال اهل کامرون بود.
از باشگاه‌هایی که در آن بازی کرده‌است می‌توان به باشگاه ورزشی بولوسپور اشاره کرد.
وی همچنین در تیم ملی فوتبال کامرون بازی کرده‌است.